# Estadi (barri de Vic)

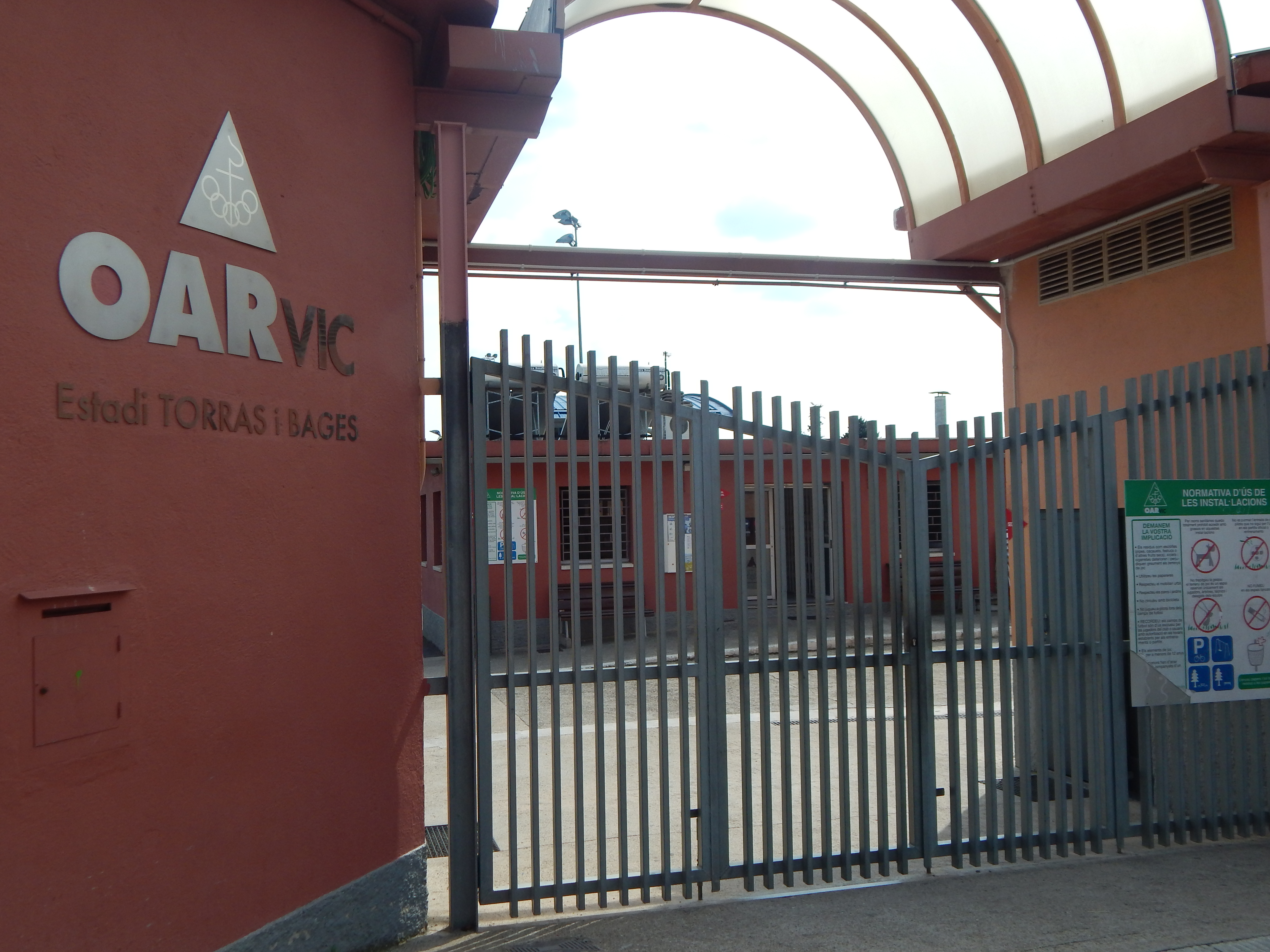
Imatge de l'Estadi Torres i Bages, conegut com el camp de l'OAR Vic. És una de les entitats principals del barri.

L'Estadi és un barri de la ciutat de Vic, a la comarca d'Osona. Està inclòs en el genèric anomenat Barris del Sud de Vic.

## Toponímia
L'Estadi és un barri format a l'entorn d'un equipament esportiu el de l'estadi Torres i Bages, nom del bisbe que el 1914 havia promogut un camp de futbol al mateix lloc anomenat esbarjo Marià. És un barri residencial, amb una zona comercial molt dinàmica.

## Morfologia urbana
El barri l'Estadi va néixer sense cap mena de planificació urbanística pel que podem veure que no segueix un patró d'edificis, sinó el contrari. Trobem edificis com cases adossades i blocs de pisos. Aquesta falta d'ordre i planificació és causa del creixement demogràfic que es va donar a Vic i que va suposar el naixement d'aquest barri de forma espontània, el qual és difícil de delimitar. Tot i aquesta manca d'organització, l'Estadi està format a partir d'una zona esportiva, l'Estadi Torras i Bages, nascuda el 1955.

## Tipus de barri
Es tracta d'un barri residencial nascut de forma espontània pel que s'hi poden trobar tot tipus d'edificis que corresponen a gent amb tota mena de nivells econòmics.
Trobem: cases multi familiars, blocs de pisos, cases adossades i torres voltades de jardí.

## Institucions
Del barri podem destacar institucions com:
- La casa mare.
- El col·legi de les monges del Sagrat Cor de Jesús.
- L'església de Lurdes.
- La Llar Juvenil.

## Entitats
Com a entitat principal hi trobem l'entitat de l'OAR Vic (Obra Atlètica Recreativa), és una entitat esportiva de Vic (Osona, Catalunya) fundada el 1957 per Mossèn Jaume Mugosa dedicada a la formació dels joves per mitjà del futbol. Té la seu a l'Estadi Torras i Bages de Vic, concretament a l'avinguda de l'estadi.

## Festes
Com a festes populars del barri de l'estadi, trobem el Mercat de l'andròmina vinculat a la plaça Francesc Moragues de Vic.
Al Març arriba la festa del Carnestoltes amb una trobada de participants i comparses. També es du a terme una campanya antirumors la qual es tracta d'un taller d'expressió artística per tal de fer reflexionar, comprendre i crear propostes col·lectives per a la convivència intercultural. A l'Octubre, la Castanyada plena de jocs infantils i  concerts per fer gaudir a la gent del barri.

## L'Estadi d'avui, canvis.
Pel que fa a la gent que viu al barri l'Estadi hi ha hagut diferents canvis al respecte, ja que anys enrere la majoria d'habitants del barri eren nascuts al país però a causa de les diferents onades migratòries hi ha hagut un augment de la població estrangera. Amb els anys el nombre d'immigrants que resideix al barri provinents de diferents països ha anat augmentant. Actualment al barri l'Estadi trobem una gran varietat de cultures: pakistanesos, xinesos, japonesos, magrebins, etc. Hem de destacar però que tot i l'elevat nombre d'immigrants és un barri molt tranquil on es viu el dia a dia sense conflictes.
Pel que fa als serveis que es poden trobar en aquest barri cal parlar de la gran varietat de comerços que hi ha. S'hi poden trobar: botigues de roba, autoescoles per aprendre a conduir motocicles i/o automòbils, llibreries, sabateries, supermercats, carnisseries, peixateries, estancs, perruqueries, bars, restaurants, etc. Alguns d'aquests serveis estan dirigits o portats per persones nascudes a la ciutat i d'altres per persones estrangeres. Aquest aspecte el podem veure molt reflectit pel tipus de comerços que hi trobem, ja que n'hi ha que van destinats únicament a persones d'un origen o creences concretes. Però hem de dir que això no sempre ha estat així, fa uns anys hi havia més servei portats per gent de la ciutat que no per gent estrangera però a mesura que s'ha anat incrementant el nombre de persones estrangeres al barri també han anat augmentat el nombre de serveis portats per ells.

## Notícies sobre el barri
- https://vicestadi.wordpress.com/
- http://mesosona.cat/?seccio=noticies&accio=veure&id=23884